# Frithjof Olstad
Karl Frithjof Olstad (Tønsberg, 23 de noviembre de 1890-Oslo, 16 de diciembre de 1956) fue un deportista noruego que compitió en remo. Participó en los Juegos Olímpicos de Estocolmo 1912, obteniendo una medalla de bronce en la prueba de cuatro con timonel.

## Palmarés internacional
| Juegos Olímpicos | Juegos Olímpicos   | Juegos Olímpicos  | Juegos Olímpicos   |
| Año              | Lugar              | Medalla           | Prueba             |
| ---------------- | ------------------ | ----------------- | ------------------ |
| 1912             | Estocolmo (Suecia) | Medalla de bronce | Cuatro con timonel |